# Canton de Marseille-5
Le canton de Marseille-5 est une circonscription électorale française du département des Bouches-du-Rhône créée par le décret du 27 février 2014 et entrée en vigueur lors des élections départementales de 2015.

## Histoire
Un nouveau découpage territorial des Bouches-du-Rhône entre en vigueur à l'occasion des élections départementales de mars 2015, défini par le décret du 27 février 2014, en application des lois du 17 mai 2013 (loi organique 2013-402 et loi 2013-403). Les conseillers départementaux sont, à compter de ces élections, élus au scrutin majoritaire binominal mixte. Les électeurs de chaque canton élisent au Conseil départemental, nouvelle appellation du Conseil général, deux membres de sexe différent, qui se présentent en binôme de candidats. Les conseillers départementaux sont élus pour 6 ans au scrutin binominal majoritaire à deux tours, l'accès au second tour nécessitant 10 % des inscrits au 1er tour. En outre la totalité des conseillers départementaux est renouvelée. Ce nouveau mode de scrutin nécessite un redécoupage des cantons dont le nombre est divisé par deux avec arrondi à l'unité impaire supérieure si ce nombre n'est pas entier impair, assorti de conditions de seuils minimaux. Dans les Bouches-du-Rhône, le nombre de cantons passe ainsi de 57 à 29.
Le canton est entièrement inclus dans l'arrondissement de Marseille. Le bureau centralisateur est situé à Marseille.

## Représentation
| Période élective | Période élective | Mandat | Mandat   | Identité            | Nuance | Nuance | Qualité |
| ---------------- | ---------------- | ------ | -------- | ------------------- | ------ | ------ | --- |
| 2015             | 2021             | 2015   | 2021     | Haouaria Hadj-Chikh |        | DVG    | Ancienne adjointe au maire du 7e secteur de Marseille (2008→2014), membre du MdP                                                    |
| 2015             | 2021             | 2015   | 2021     | Denis Rossi         |        | PS     | Conseiller du 7e secteur de Marseille (depuis 2020) Ancien conseiller général du canton de Marseille-Saint-Barthélemy (1998→2015)   |
| 2021             | 2028             | 2021   | en cours | Nora Preziosi       |        | LR     | Ancienne conseillère régionale, ancienne adjointe au maire de Marseille (2008-2020), 15ème Vice-Présidente du conseil départemental |
| 2021             | 2028             | 2021   | en cours | Denis Rossi         |        | DVC    | Conseiller sortant |

### Résultats détaillés

#### Élections de mars 2015
À l'issue du 1er tour des élections départementales de 2015, deux binômes sont en ballottage : Sandrine D'Angio et Antoine Maggio (FN, 36,71 %) et Haouaria Hadj-Chikh et Denis Rossi (Union de la Gauche, 25,66 %). Le taux de participation est de 42,53 % (15 120 votants sur 35 555 inscrits) contre 48,55 % au niveau départemental et 50,17 % au niveau national.
Au second tour, Haouaria Hadj-Chikh et Denis Rossi (Union de la Gauche) sont élus avec 54,42 % des suffrages exprimés et un taux de participation de 45,40 % (8 048 voix pour 16 139 votants et 35 549 inscrits).
Denis Rossi, élu en 2015 sous l'étiquette PS, a rallié les listes de Martine Vassal aux élections municipales de 2020.

#### Élections de juin 2021
Le premier tour des élections départementales de 2021 est marqué par un très faible taux de participation (33,26 % au niveau national). Dans le canton de Marseille-5, ce taux de participation est de 24,95 % (9 178 votants sur 36 779 inscrits) contre 32,44 % au niveau départemental. À l'issue de ce premier tour, deux binômes sont en ballottage : Gisèle Lelouis et Didier Monti (RN, 33,47 %) et Nora Preziosi et Denis Rossi (Union au centre et à droite, 26,59 %).
Le second tour des élections est marqué une nouvelle fois par une abstention massive équivalente au premier tour. Les taux de participation sont de 34,3 % au niveau national, 35,52 % dans le département et 28,37 % dans le canton de Marseille-5. Nora Preziosi et Denis Rossi (Union au centre et à droite) sont élus avec 63 % des suffrages exprimés (6 141 voix pour 10 439 votants et 36 793 inscrits),,.

## Composition
| Nom                               | Code Insee | Intercommunalité                   | Superficie (km2) | Population (dernière pop. légale)                 | Densité (hab./km2) | Modifier                                    |
| --------------------------------- | ---------- | ---------------------------------- | ---------------- | ------------------------------------------------- | ------------------ | ------------------------------------------- |
| Marseille (bureau centralisateur) | 13055      | Métropole d'Aix-Marseille-Provence | 240,62           | Fraction : 17 707 (2022) Commune : 877 215 (2022) | 3 646              | modifier les données · modifier les données |
| Canton de Marseille-5             | 1316       |                                    |                  | 69 258 (2022)                                     |                    | modifier les données                        |

Le canton de Marseille-5 comprend la partie de la commune de Marseille située au nord d'une ligne définie par l'axe des voies et limites suivantes : depuis la limite territoriale de la commune de Septèmes-les-Vallons, limite territoriale des 14e et 15e arrondissements, ligne droite dans le prolongement du chemin des Carrières, chemin des Carrières, traverse de la Fontaine, chemin des Bessons, avenue de Tour-Sainte, traverse de Tour-Sainte, chemin de Saint-Joseph à Sainte-Marthe, rue Jean-Queillau, rond-point Pierre-Paraf, chemin de Sainte-Marthe, boulevard Burel, boulevard Guigou, rue du Docteur-Léon-Perrin, traverse de Gibraltar, ligne de chemin de fer de Paris à Marseille, boulevard Barbier, rue Sainte-Thérèse, boulevard Pardigon, avenue des Chutes-Lavie, rue Jeanne-Jugan, ligne de chemin de fer de Marseille à Vintimille, boulevard Françoise-Duparc, rue Conception, rue Saint-Bruno, ligne de chemin de fer de Marseille à Vintimille, rue Roquebrune, au niveau de la rue Brunet, avenue de Montolivet, rue de la Boucle, limite territoriale du 4e arrondissement, rue des Linots, limite territoriale du 13e arrondissement, impasse de la Fougasse (exclue), boulevard Gueidon, boulevard Gemy (exclu), cours du Jarret, ligne droite perpendiculaire au cours du Jarret et passant par l'extrémité du boulevard Michel, rue Alphonse-Daudet, traverse des Cyprès, boulevard Nardy, boulevard Gautier, boulevard Raphaël, boulevard de la Coopération, rue Alphonse-Daudet, boulevard Bouge-Malpassé, rue de Marathon, boulevard Laveran, chemin du Merlan-à-la-Rose, limite territoriale des 13e et 14e arrondissements, jusqu'à la limite territoriale de la commune de Septèmes-les-Vallons.

## Démographie
En 2022, le canton comptait 69 258 habitants, en évolution de +3,05 % par rapport à 2016 (Bouches-du-Rhône : +2,48 %, France hors Mayotte : +2,11 %).
| 2013   | 2018   | 2022   |
| ------ | ------ | ------ |
| 67 430 | 67 770 | 69 258 |